# Мартин Фробишер
Мартин Фробишер (енгл. Sir Martin Frobisher; око 1539 — 22. новембар 1594) био је енглески гусар, истраживач и адмирал.
Као младић учествовао је у подухватима против Португалаца и северноафричких гусара, а потом гусара у Ламаншу. У тежњи да пронађе нов пут у Индију, кренуо је из Енглеске 7. јуна 1576. године са 2 брода од по 20 топова и 1 чамцем од 10 топова и стигао 11. августа (са једним бродом) до данашњег залива Фробишер (на острву Бафинова земља).
Водио је 1577. и 1578. године две експедиције (друга јачине 15 бродова) према северозападним пролазима и продро до Хадсоновог залива, али није нашао злато које је тражио. Учествовао је и у походу Френсиса Дрејка у Западну Индију 1585. године. На челу групе бродова, истакао се у борбама против Шпанске армаде 1588. године. Са ескадром од десет бродова, успешно је нападао 1590. године шпански саобраћај на Атлантику, а 1592. године шпанске приморске градове. Смртно је рањен у једном походу на шпански брод на западној обали Француске. Сматра се једним од најбољих енглеских помораца свога времена.